# 衡陽の戦い
衡陽の戦い(こうようのたたかい、中: 衡陽保衛戰)は、日中戦争における戦いの中でも、最も長く一つの都市を巡った戦闘が行われた事で知られる。1944年6月18日に長沙が日本軍により陥落すると、衡陽は日本軍の次の攻略目標となった。衡陽は重要な鉄道の分岐点であり、また、衡陽空港は、日本軍への攻撃作戦に従事していたアメリカ空軍のクレア・リー・シェンノート大将が率いるフライング・タイガース部隊が利用している等、軍事上でも極めて重要な拠点であった。そのため、日本軍参謀総長兼陸軍大臣であった杉山元元帥は、この都市を何としても奪取するように命じ、2ヵ月近くに及ぶ激戦が始まった。

## 背景
1944年6月18日に長沙の攻略に成功した後、横山勇中将が率いる第11軍 (日本軍)は南下を続けた。第11軍の目標は、衡陽と桂林を攻略して柳州を攻撃し、一号作戦を完了させることにあった。
1944年、連合国がノルマンディーでオーバーロード作戦を成功させたことで、欧州戦線ではナチス・ドイツに対し優勢に立ち、最終的な勝利が期待されるようになった。一方、中国戦線では、中国軍が既に陥落した長沙に続き、衡陽も確保することが出来なければ、日本軍は桂林を経て西の貴州へ向かい、そこから重慶を直接攻撃することが可能となり、中国の戦時首都と軍司令部が危険にさらされることになりかねないという危機的な状況にあった。
中国最高司令官蒋介石は、6月15日にビルマのアメリカ軍ジョセフ・スティルウェル将軍を支援するために大規模な兵力を抽出させたため、湖南省・広西省の中国軍は手薄になっていた。逆に日本軍は一号作戦の一環として、この地域に多くの兵力を投入する事が出来た。中国軍は1944年半ばまでにレンドリースによりアメリカ軍の兵器を入手することが出来ていたが、これらの装備のほとんどはスティルウェル将軍がビルマ駐留軍のためにインドに留置していたため、中国軍による利用が制限されていた。
日本軍が長沙を占領して南下してきた時、中国軍は不利な状況にあった。長沙防衛時、完全に優勢な日本軍を前にして急いで撤退してしまったため、兵站や通信を維持することが困難な状況にあったからである。それでも防衛にあたる中国軍第27軍団と第30軍団はそれぞれ黎明と茶陵で日本軍に対して激しく抵抗したが、圧倒的な日本軍の前進を止めることはできなかった。その結果、衡陽は包囲され、外部からの支援を受けることができなくなってしまった。
この急速な戦況の悪化は中国軍司令部に衝撃を与え、また日本軍の圧倒的な兵力と物資の優位性により防衛線の立て直しに苦慮する結果となった。蒋介石は急遽、第10軍団長の方先覚中将に連絡し、2週間陣地を保持するよう命じ、本部が十分に状況を分析し対応するための時間を稼ごうとした。

## 戦闘
日本軍司令官横山中将は当初、2日以内にこの都市を占領することを計画していた。
6月22日、陸軍飛行戦隊は中国軍への銃爆撃を開始。その夜8時より、第11軍第68師団 (日本軍)と第116師団 (日本軍)からなる3万の大軍は、第68師団が南から、第116師団が西から衡陽への攻撃を開始した。
第68師団と第116師団は、のべ7昼夜にわたる猛攻を行ったが、兵力に劣る(兵力1万7千)中国第10軍団の激しい抵抗にあい、第68師団長とその部下達が迫撃砲(鳳首山に駐屯していた中国第10軍団第28連隊の迫撃砲から発射されたもの)により重傷を負うなど、大きな損害を出してしまう。
この状況を見た横山中将は7月2日に攻撃中止命令を出した。この間、中国側は衡陽外周部にあった陣地から部隊を市内に後退させ、新たな防衛線を引き、決死の抵抗を行う準備を整えた。
この時、衡陽市街はすでに日本軍による砲爆撃で瓦礫の山と化していた。
7月8日、日本軍は攻撃を再開したが、中国軍の激しい抵抗により防衛線を突破することができなかった。死傷者は逐次増加し、横山中将は再び攻撃中止を命令せざるをえなかった。戦況を憂慮した支那派遣軍総司令官畑俊六大将は、衡陽攻略を支援するために隷下の3個師団(第40師団、第58師団、第13師団)に出動を命じた。第40師団は北西から、第58師団は北から、第13師団は東から攻撃を開始した。激しい攻防戦により、中国軍の守備隊は死傷者が続出し、8月に入る頃には2,000人近くにまで減少した。
8月6日、日本軍は衡陽市街への激しい攻撃を開始した。これに対して中国第10軍団第8連隊の迫撃砲台は最後の迫撃砲8発を発射した。日本軍は衡陽病院を制圧した後、中国軍との停戦交渉に入った。8月7日、方将軍は重慶本部に電報を打った。その中で、彼はこう言っている。「敵は今朝、北から侵入してきた。弾薬も交換品もない。私は祖国に命を捧げた。さようなら」。その後、方将軍は部下に命じて通信機器をすべて破壊させた。翌日、日本軍が乱入し、方将軍を捕らえた。方将軍は自決しようとしたが、将校たちがそれを止め、日本軍と停戦の交渉を担当することになった。中国軍側は日本軍に対して、民間人に危害を加えないこと、中国人の負傷者を人道的に治療することを要求。これに日本軍が同意すると、方将軍は残った中国兵に武器を置き戦闘を止めるように命じた。その日は1944年8月8日であった。

## 結果
後の研究で、日本軍が衡陽に侵入し停戦となった前日の1944年8月7日に、蔣介石は方将軍に次のような電報を打っていたことが判明した。
しかし、方将軍はその電報を受け取ることができなかった。
衡陽攻略後、支那派遣軍は寡兵ながらよく陣地を守備した方先覚将軍を高く評価し、彼を傀儡守備部隊の司令官に任命することにした。傀儡守備部隊は生き残った守備隊と、日本軍によって解放された中国軍捕虜によって構成されていた。しかし、現地の日本軍指揮官達は方将軍や将校たちを信用せず、結局、彼らは軟禁されることになった。中国の戦時情報機関「軍事統計局」の責任者である戴笠将軍率いる中国の特殊部隊は、1944年12月に大胆な救出作戦を実行し、方将軍とその将校を解放する事に成功した。救出された方将軍らは英雄として歓迎を受けた。
日本軍は衡陽攻略に成功し当初の作戦目標を達成したが、中国軍の頑強な抵抗により予想を上回る日数がかかり、多くの死傷者を出した(例えば歩兵第百三十三連隊は衡陽攻略戦で延べ6名の大隊長が戦死)。また、中国側ゲリラの活動が活発化したため、鉄道周辺の確保や軍需物資の各地への移送を完全には行うことができなかった。この事は日中戦争の更なる長期化を招き、日本軍敗戦の一因となった。